# 因瑟尔珀尔
因瑟尔珀尔（德語：Insel Poel，發音：[ˈɪnzl̩ pøːl]）是德国梅克伦堡-前波莫瑞州的一个市镇。总面积36.24平方公里，总人口2624人，其中男性1260人，女性1364人（2011年12月31日），人口密度72人/平方公里。